# 市場町 (横浜市)
市場町（いちばちょう）は、かつて横浜市鶴見区にあった町名。かつての橘樹郡市場村の地域で、現在の矢向一丁目、矢向二丁目、矢向四丁目の一部、尻手一丁目、尻手二丁目の全部、尻手三丁目の一部、元宮一丁目の全部、元宮二丁目の一部、市場上町、市場東中町、市場西中町、市場下町、市場大和町、市場富士見町の全部、菅沢町の一部、下末吉二丁目の一部にあたる。1969年（昭和44年）6月1日、最後まで残った地域が下末吉二丁目に編入されて消滅した。

## 歴史
- 1889年（明治22年）4月1日 - 町村制施行に伴い、市場村、潮田村、小野新田、矢向村、江ヶ崎村、菅沢村および小田村の一部が合併して橘樹郡町田村が成立。町田村大字市場となる。
- 1923年（大正12年）4月1日 - 町田村が町制施行・改称して潮田町大字市場となる。
- 1925年（大正14年）4月1日 - 鶴見町に編入され、橘樹郡鶴見町大字市場となる[3]。
- 1927年（昭和2年）4月1日 - 鶴見町が横浜市に編入され、横浜市市場町となる[3]。
- 1927年（昭和2年）10月1日 - 横浜市が区制を施行、鶴見区が成立し、横浜市鶴見区市場町となる[4]。
- 1928年（昭和3年）3月15日 - 耕地整理に伴い、下末吉町、鶴見町の一部を編入し、上末吉町、菅沢町との境界を変更する[4]。
- 1933年（昭和8年）2月24日 - 耕地整理に伴い、川崎市との境界を変更する[4]。
- 1950年（昭和25年）3月15日 - 耕地整理に伴い、上末吉町の一部を編入、矢向町との境界を変更する[5]。
- 1962年（昭和37年）4月3日 - 土地区画整理事業に伴い、菅沢町と境界を変更する[6]。
- 1968年（昭和43年）7月1日 - 矢向・市場地区の住居表示の実施に伴い、矢向一丁目、矢向二丁目、矢向三丁目、矢向四丁目、尻手一丁目、尻手二丁目、尻手三丁目、元宮一丁目、元宮二丁目、市場上町、市場東中町、市場西中町、市場下町、市場大和町、市場富士見町が新設される。市場町の大部分は菅沢町、矢向一丁目、矢向二丁目、矢向四丁目、尻手一丁目、尻手二丁目、尻手三丁目、元宮一丁目、元宮二丁目、市場上町、市場東中町、市場西中町、市場下町、市場大和町、市場富士見町に編入される[7]。
- 1969年（昭和44年）6月1日 - 末吉地区の住居表示の実施に伴い、市場町の残部が下末吉二丁目に編入され、市場町は廃止される[8]。